# Premuda
Otok Premuda är en ö i Kroatien.   Den ligger i länet Zadars län, i den sydvästra delen av landet, 200 km sydväst om huvudstaden Zagreb. Arean är 9,2 kvadratkilometer.
Terrängen på Otok Premuda är platt. Öns högsta punkt är 85 meter över havet. Den sträcker sig 6,2 kilometer i nord-sydlig riktning, och 7,0 kilometer i öst-västlig riktning.